# Héctor Rodríguez
Héctor Rodríguez Torres (12 de agosto de 1951) é um judoca cubano aposentado. Foi medalhista de ouro nos Jogos Olímpicos de Verão de 1976 em Montreal.
Foi o primeiro campeão olímpico de sempre de Cuba, em 1976. O pioneiro cubano ganhou a alcunha de “O Vulcão de Montreal” quando conquistou o ouro olímpico. O medalhista mundial de bronze em 1973 abriu caminho para que os jovens cubanos seguissem as suas pisadas. Depois de se aposentar, Rodriguez treinou a equipe nacional e levou os seus pupilos ao sucesso no Campeonato Mundial de Juniores, antes de ir trabalhar para um Centro de Alto Rendimento em Madrid.